# Las Uvas
Las Uvas è un comune (corregimiento) della Repubblica di Panama situato nel distretto di San Carlos, provincia di Panama. Si estende su una superficie di 18,1 km² e conta una popolazione di 1.587 abitanti (censimento 2010).